# Lobonema smithii
Lobonema smithii is een schijfkwal uit de familie Lobonematidae. De kwal komt uit het geslacht Lobonema. Lobonema smithii werd in 1910 voor het eerst wetenschappelijk beschreven door Mayer. 